# Werner Zoege von Manteuffel
Werner Maximilian Friedrich Zoege von Manteuffel né le 1er ou 13 juillet 1857 à Määri, Väike-Maarja, gouvernement d'Estonie et mort le 14 mars 1926 à Tallinn, est un chirurgien médical germano-balte et médecin-major général (Kindralmajor meedik) de l'armée estonienne. Il est le premier à exiger l'utilisation de gants stérilisés lors des opérations,.

## Biographie
Les parents de Zoege von Manteuffel sont Hermann Gustav von Zoege Manteuffel (1826-1899) et Berta Wilhelmine Henriette Parrot (1825-1878), la fille de Friedrich Parrot. Comme son grand-père, il étudie à la faculté de médecine de l'université de Tartu, où il obtient son doctorat en 1886. De 1886 à 1890, il est assistant à la clinique chirurgicale de Tartu sous la direction d'Eduard Georg von Wahl. Habilité à enseigner la chirurgie en 1889, il devient professeur associé en 1899 et professeur titulaire en 1905. En 1901-1903, il participe à l'Encyclopédie de la chirurgie d'Emil Theodor Kocher et de Fritz de Quervain.
Pendant la guerre russo-japonaise, il travaille dans les institutions de la Croix-Rouge, se concentrant sur les blessures crâniennes et vasculaires. Sur cette dernière question, il écrit un ouvrage en allemand et en russe. Pendant la Première Guerre mondiale, il est le chef des institutions de la Croix-Rouge sur le front occidental. Il publie les résultats de ses observations pendant la guerre sous la forme d'un manuel de chirurgie militaire de campagne qui est très populaire parmi les chirurgiens. En tant que professeur, médecin et personne, il est extrêmement respecté et populaire.
Malgré ses origines allemandes, il est le médecin personnel du tsar russe Nicolas II. En 1918, il s'installe à Reval (Tallinn) et est médecin militaire volontaire à l'hôpital de Tallinn pendant la guerre de libération estonienne de 1918-1920. Il est décoré de la Croix de la liberté pour ses mérites. En 1925, il est élu membre de l'Académie Léopoldine (en allemand : Nationale Akademie der Wissenschaften Leopoldina).
Werner Zoege von Manteuffel est connu pour ses travaux sur la gangrène angioscléreuse. Comme, dans le passé, on portait des gants de soie ou de coton lors des opérations, qui, comme l'ont montré les essais de Kümmell, Fürbringer, Sänger, et Reinecke, étaient impossibles à stériliser, il recommande en 1897 l'utilisation de gants en caoutchouc dans la pratique chirurgicale.
Sous la direction de Zoege von Manteuffel, le pont du Diable (en estonien : Kuradisild) est construit en 1913, à l'occasion du 300e anniversaire de la dynastie des tsars Romanov, près du pont Engels, qui devait en fait s'appeler le pont Anglais,.

## Famille
Il épouse Anna (Anita) de Vries (1864-1918), née à Saint-Pétersbourg en 1888, fille de Franz de Vries (mort en 1883) et d'Anna von Kügelgen. Leur fille Elisabeth (Else) Zoege von Manteuffel, née à Tartu en 1891, épouse à Tartu en 1918 Axel de Vries (1892-1963), futur rédacteur en chef du journal Revalsche Zeitung et homme politique estonien et allemand.

## Décorations
- Croix de la Liberté (VR I/2) (Estonie)
 - Ordre de Saint-Vladimir

## Littérature
- (en) Anna von Kügelgen: Werner Zoege von Manteuffel, 1857-1926, Professor der Chirurgie in Dorpat : ein Lebensbild in Briefen, Erinnerungen und Worten seiner Freunde und Schüler; Reval : Kentmann, 1931
- (de) Anna von Kügelgen: W. Zoege von Manteuffel. Ein Lebensbild, dans: Schriften des Deutschen Auslandsdienst, Reihe 3, Bd. 4., Stuttgart, 1931
- (en) Baltische Historische Kommission (Hrsg.): Eintrag zu Werner Zoege von Manteuffel. dans le BBLD – Baltisches biografisches Lexikon digital